# Tweede Slag bij Ream's Station
De Tweede Slag bij Ream's Station vond plaats op 25 augustus 1864 in Dinwiddie County, Virginia tijdens de Amerikaanse Burgeroorlog. Een Noordelijke strijdmacht onder leiding van generaal-majoor Winfield S. Hancock had de opdracht gekregen om een deel van de Wilmington en Weldon Spoorweg te vernietigen. Dit was een belangrijke aanvoerlijn voor de Zuidelijken onder leiding van generaal Robert E. Lee in Petersburg. Lee stuurde een strijdmacht onder leiding van luitenant-generaal A. P. Hill om Hancock te verjagen. De Noordelijken trokken zich terug maar een vitaal deel van de spoorweg was onbruikbaar voor de Zuidelijken. Dit leidde tot grote bevoorradingsproblemen in de weken en maanden na de slag.

## Achtergrond
Toen het beleg van Petersburg onvermijdelijk geworden was, zocht de Noordelijke bevelhebber Luitenant-generaal Ulysses S. Grant naar opportuniteiten om de aanvoerlijnen van de Zuidelijken te vernietigen. Via deze aanvoerlijnen werden de voorraden gebracht voor Petersburg, Richmond en het Army of Northern Virginia aangevoerd door generaal Robert E. Lee. Een van deze aanvoerlijnen was de Wilmington en Weldon Spoorweg die naar Weldon in South Carolina liep. Dit was de enige functionerende haven in Zuidelijke handen. In de Slag bij Jerusalem Plank Road tussen 21 juni en 23 juni 1864 had het II Corps van generaal-majoor Winfield S. Hancock een klein deel van de spoorweg kunnen vernietigen voor ze verjaagd werden door het Zuidelijke Third Corps.
In de Slag bij Globe Tavern tussen 18 augustus en 21 augustus 1864 had het V Corps van generaal-majoor Gouverneur K. Warren en elementen van het IX Corps verschillende kilometers van de spoorweg vernietigd terwijl ze zware aanvallen van Zuidelijke eenheden onder leiding van generaal P.G.T. Beauregard en luitenant-generaal A.P. Hill weerstonden. Door deze Noordelijke overwinning werden de Zuidelijken gedwongen om een groot deel van hun voorraden per kar te transporteren. Hoewel het vervelend was voor de Zuidelijke logistiek, had de bevoorrading nog geen kritisch punt bereikt.
Grant wou de Weldon Spoorweg permanent onbruikbaar maken. Om dit doel te bereiken, diende 23 km van de spoorweg vernietigd te worden. Dit besloeg de spoorweg vanaf Warrens stellingen bij Globe Tavern tot aan Rowanty Creek op ongeveer 4,8 km van Stony Creek, Virginia. Grant gaf deze opdracht aan Hancocks II Corps die terugkeerde van hun gevechten ten noorden van de James bij Deep Bottom. Grant koos voor Hancocks korps omdat Warren druk bezig was om zijn stellingen uit te breiden bij Globe Tavern. Hancocks soldaten waren echter moe van de gevechten de voorbije dagen en de marsen in zuidelijk richting zonder een moment van rust. Ook Hancock zelf was niet honderd procent. Hij had last van zijn verwonding die hij opgelopen had bij Gettysburg in 1863. Grant stuurde daarom de cavaleriedivisie van brigadegeneraal David McM. Gregg om Hancocks gelederen te versterken.
Greggs divise vertrok op 22 augustus. Na het verjagen van enkele Zuidelijke voorposten sloten ze zich aan bij het II Corps. Samen met de soldaten van brigadegeneraal Nelson A. Miles’ divisie begonnen ze de spoorlijn te vernietigen tot op 3.2 km van Reams Station. In de vroege uren van 23 augustus bezette de andere divisie van Hancocks korps, onder leiding van brigadegeneraal John Gibbon Reams Station zelf. Ze namen borstweringen in die aangelegd waren door Noordelijke cavaleristen in juni. De stellingen hadden een gedeeltijke elipsvorm met een opening in oostelijke richting. Hoewel de stellingen deels onder water stonden en reeds afgebrokkeld waren, deden de Noordelijken niets om de borstweringen te herstellen.
Robert E. Lee beschouwde de aanwezigheid van de Noordelijken bij Reams Station als een zorgwekkende bedreiging. Niet alleen was de toevoerlijn in gevaar, indien de nabijgelegen Dinwiddie Court House in Noordelijke handen zou vallen, dan was Lee genoodzaakt om zowel Petersburg als Richmond prijs te geven. Dinwiddie Court House lag namelijk om de eventuele route om zijn leger veilig terug te trekken. Anderzijds zag Lee een opportuniteit om de Noordelijken een nederlaag toe te brengen net voor de presidentiële verkiezingen in het Noorden. Lee gaf het bevel aan luitenant-generaal A.P. Hill om met twee cavaleriedivisies van generaal-majoor Wade Hampton, generaal-majoor Cadmus M. Wilcox’ divisie en delen van generaal-majoor Henry Heths en generaal-majoor William Mahones divisies, samen ongeveer 10.000 soldaten. Heth kreeg het tactisch commando van Hill omdat deze laatste ziek was.
Op 24 augustus kwam Hancock persoonlijk aan bij Ream’s Station. Tegen de avond hadden de Noordelijken 5 km spoorlijn vernietigd ten zuiden van het station. Op 25 augustus pakten ze de overblijvende 8,5 km spoorlijn aan. Hancock riep zijn soldaten terug toen hij informatie ontving over naderende Zuidelijke cavalerie.

## De slag
Nadat de Zuidelijke cavalerie de cavalerie van Gregg tijdelijk had verjaagd, rukte Hills colonne op langs de Dinwiddie Stage Road. Wilcox’ drie infanteriebrigades vielen de Noordelijke stellingen aan rond 14.00u. Ook een volgende aanval van Wilcox mislukte door de hevige weerstand van Miles’ divisie die de noordelijke delen van de borstweringen bemande. Verderop in zuidelijke richting blokkeerde Gibbons divisie Hamptons cavalerie die probeerde de Noordelijke te flankeren.
Terwijl de Zuidelijke aanvallen plaatsvonden, was generaal-majoor George G. Meade, bevelhebber van de Army of the Potomac en tijdelijk opperbevelhebber door Grants ziekte, bezorgd over de Noordelijke linkerflank. Meade stuurde in allerijl versterkingen naar zijn linkerflank wat tot gevolg had dat zijn andere stellingen verzwakt werden. De enige plek die Meade niet liet versterken waren de stellingen van zijn betrouwbare korpscommandant Hancock. Meade was ervan overtuigd dat Hancock zijn mannetje kon staan met de manschappen die hij reeds ter plaatse had.
Terwijl de Zuidelijke artillerie van kolonel William Pegram de Noordelijke stellingen bestookte, arriveerden er versterkingen voor Heths en Mahones divisies. De laatste aanval begon rond 17.30 met zes Zuidelijke brigades tegen de stellingen van Miles. Hoewel het verdedigend vuur moordend was voor de Zuidelijke aanvallers slaagden ze er toch in om in de noordwestelijke hoek van de Noordelijke stellingen door te breken. Hier hadden twee Noordelijke regimenten in een plotse paniek hun stellingen verlaten. Miles gaf het bevel aan zijn reservebrigade, onder leiding van kolonel Horace Rugg, om het ontstane gat te dichten. Tot zijn grote verbazing weigerden de soldaten van Rugg het vuur te openen op de vijand. Heth leidde persoonlijk de aanval door het gat terwijl hij redetwistte met sergeant Thomas Minton van de 26th North Carolina over wie de vlag zou dragen.
Hancock reed van het ene kritische punt naar het andere terwijl hij zijn mannen aanspoorde. Op een bepaald moment viel zijn paard zogenaamd dood op de grond. Hancock liep te voet verder tot hij zag dat zijn paard opnieuw op zijn poten stond. Het was tijdelijk verlamd door een slag op zijn ruggengraat. Hij riep naar zijn paard:”We kunnen ze nog verslaan. In gods naam, verlaat me niet”. Terwijl hij zag dat zijn soldaten onwillig waren om hun stellingen te heroveren, zei hij tegen een kolonel:”Het kan me niet schelen indien ik sterf, maar ik bid tot God dat ik dit veld niet verlaat.”
Ondertussen boekte Hamptons cavalerie vooruitgang tegen Gibbons infanterie. Hampton had te voet een verrassingsaanval uitgevoerd waardoor veel van de Noordelijke soldaten het op een lopen zetten of zich overgaven. Hierdoor kon Hampton Miles flankeren. Hancock gaf nog een bevel tot een tegenaanval. Dit gaf de rest van de Noordelijke eenheden om zich terug te trekken naar Petersburg.

## Gevolgen
De Noordelijken verloren 2.747 soldaten. Voor het II Corps waren dit 117 doden, 439 gewonden en 2.046 vermisten of gevangenen. De cavalerie verloor 145 manschappen. De Zuidelijken verloren 814 soldaten waarvan 16 doden, 75 gewonden en 3 vermisten voor Hamptons cavalerie en 720 slachtoffers bij Hills infanterie. Hoewel dit een duidelijke Zuidelijke overwinning was, hadden ze toch een vitaal deel van de Weldon Spoorweg verloren. Hierdoor konden de voorraden per spoor tot op 26 km ten zuiden van Petersburg gebracht worden. Vanaf dit punt dienden de voorraden per kar getransporteerd te worden tot aan de Zuidelijke linies. Alleen de South Side Spoorweg was nog volledig in Zuidelijke handen om Petersburg en Lees leger te bevoorraden.
Grant en Meade waren tevreden met de geboekte resultaten tegen de Weldon Spoorweg ondanks de tactische nederlaag van Hancock. Meade wrote,
De loopgravenoorlog rond Petersburg bleef duren. De volgende grote gevechten zouden plaatsvinden in september, toen twee gelijktijdige Noordelijke aanvallen zouden plaatsvinden bij New Market Heights ten noorden van de James (de Slag bij Chaffin’s Farm) en tegen de South Side Spoorweg (de Slag bij Peebles' Farm).

## Aanbevolen lectuur
- Horn, John. The Petersburg Campaign: June 1864 – April 1865. Conshohocken, PA: Combined Publishing, 1999. ISBN 978-1-58097-024-2.
- Trudeau, Noah Andre. The Last Citadel: Petersburg, Virginia, June 1864 – April 1865. Baton Rouge: Louisiana State University Press, 1991. ISBN 0-8071-1861-3.